# Palais Tiškevičiai
Le palais Tiškevičiai est un ancien palais de la vieille ville de Vilnius, près de l'intersection des rues Trakų et Pylimo.

## Histoire
Le manoir baroque a été conçu par Laurynas Gucevičius pour la famille noble Karpiai au XVIIIe siècle.
Le palais doit son nom à la famille noble Tiškevičiai (Tyszkiewicz) qui a fait reconstruire le bâtiment en 1840.
L'ancien palais appartient à l'Université technique Gediminas de Vilnius et abrite la Faculté d'architecture.

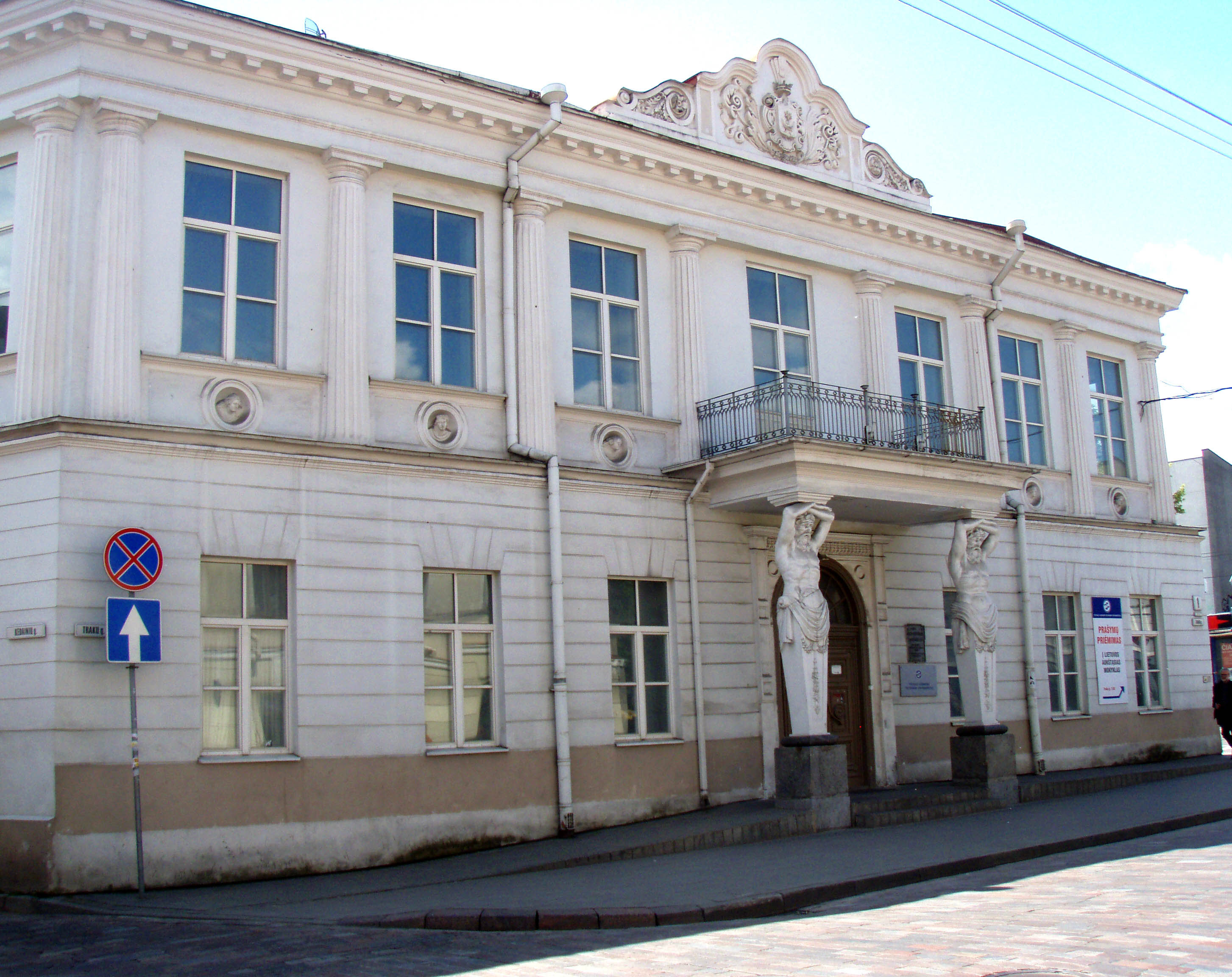
Palais Tiškevičiai, Vilnius

## Source de traduction
- (en) Cet article est partiellement ou en totalité issu de l’article de Wikipédia en anglais intitulé « Tiškevičiai Palace (Vilnius) » (voir la liste des auteurs).